# SS SG Nürnberg
Die SS SG Nürnberg war ein Sportverein im Deutschen Reich mit Sitz in der bayerischen Stadt Nürnberg.

## Geschichte

### Fußball
Die SS SG trat in der Saison 1944/45 in der Gauliga Bayern innerhalb der Staffel Mittelfranken als Aufsteiger aus der Bezirksliga an. Die Saison wurde dann jedoch irgendwann abgebrochen. Zu diesem Zeitpunkt hatte die Mannschaft in sechs Spielen 7:5 Punkte gesammelt und befand sich auf dem dritten Tabellenplatz.

### Leichtathletik
Der für die SG startende Konrad Engelhardt wurde in den Jahren 1938, 1939 und 1940 Jahresbester im Dreisprung seiner Altersklasse.

### Handball
Der Feldhandball-Abteilung der Männer gelang zur Spielzeit 1939/40 der Aufstieg in die erstklassige Handball-Gauliga Bayern.